# Máriafalva (Románia)
Máriafalva (másként Larguca vagy Lárguca, románul Lărguța) falu Romániában, Bákó megyében, Ferdinándújfalu (Nicolae Bălcescu) községben.

## Fekvése
A falu a Nagy-Tázlóba folyó Larguca-patak völgyében, Bogdánfalva-Lujzikalagor-Gajdár közötti háromszögben, a hegyek között található.

## Története
A falu a 17–18. században jött létre egy félreeső, erdős helyen. Lakossága katolikus. Közigazgatásilag Ferdinándújfalu községhez tartozik.
A földutakon megközelíthető településen moldvai csángók élnek, vallásuk katolikus. Lakossága 1761-ben 87, 1890-ben 114, 1930-ban 144, 1970-ben 250, 1992-ben 299 fő volt.
A 2011-es népszámláláskor ebben a moldvai kis faluban vállalták fel legnagyobb arányban az emberek származásukat, moldvai magyar identitásukat, magyar anyanyelvüket.